# Anjalay Stadium
Das Anjalay Stadium (französisch auch Stade Anjalay) ist ein multifunktionelles Stadion in Belle Vue Harel, Distrikt Pamplemousses, Mauritius. Zurzeit wird es meistens für Fußballspiele verwendet. Der Parkplatz wird auch für Autorennen und Motorradrennen benutzt. Das Stadion bietet Platz für 16.000 Zuschauer und wurde 2003 für 15 Millionen $ renoviert.
Das Stadion ist nach Anjalay Coopen, einer im Rahmen der Unruhen von Belle Vue Harel getöteten Arbeiterin, benannt.